# Sablé-sur-Sarthe
Pour les articles homonymes, voir Sablé.
Sablé-sur-Sarthe est une commune française située dans le département de la Sarthe en région Pays de la Loire, peuplée de 12 194 habitants.
La commune fait partie de la province historique du Maine.

## Géographie
Sablé-sur-Sarthe est située au carrefour du Bassin parisien, de la Normandie, de la Bretagne, du Centre-Val de Loire et des Pays de la Loire. Elle est traversée par la Sarthe et deux de ses affluents : l'Erve et la Vaige.

### Localisation
Le canton de Sablé-sur-Sarthe (32 000 hectares) regroupe seize communes.
Situé dans la partie sud-ouest de la Sarthe, il est limitrophe des départements de Maine-et-Loire et de la Mayenne. Le canton est en grande partie situé dans le Maine angevin, anciennement Haut-Anjou. La rivière de la Sarthe le traverse d'est en ouest.

#### Communes limitrophes
| Bouessay (Mayenne)                         | Auvers-le-Hamon  | Juigné-sur-Sarthe |
| Saint-Brice (Mayenne), Souvigné-sur-Sarthe | Sablé-sur-Sarthe | Solesmes          |
| Saint-Denis-d'Anjou (Mayenne), Pincé       | Courtillers      | Vion              |

### Géologie
La commune repose sur le bassin houiller de Laval daté du Culm, du Viséen supérieur et du Namurien (daté entre -346 et -315 millions d'années).

### Hydrographie
La rivière la Sarthe traverse la commune et lui donne son nom.

### Climat
Pour des articles plus généraux, voir Climat des Pays de la Loire et Climat de la Sarthe.
En 2010, le climat de la commune est de type climat océanique altéré, selon une étude du CNRS s'appuyant sur une série de données couvrant la période 1971-2000. En 2020, Météo-France publie une typologie des climats de la France métropolitaine dans laquelle la commune est exposée à un climat océanique et est dans la région climatique Moyenne vallée de la Loire, caractérisée par une bonne insolation (1 850 h/an) et un été peu pluvieux.
Pour la période 1971-2000, la température annuelle moyenne est de 11,6 °C, avec une amplitude thermique annuelle de 14,1 °C. Le cumul annuel moyen de précipitations est de 678 mm, avec 11,3 jours de précipitations en janvier et 6,3 jours en juillet. Pour la période 1991-2020, la température moyenne annuelle observée sur la station météorologique de Météo-France la plus proche, sur la commune de Saint-Loup-du-Dorat à 8 km à vol d'oiseau, est de 12,2 °C et le cumul annuel moyen de précipitations est de 760,0 mm,. Pour l'avenir, les paramètres climatiques de la commune estimés pour 2050 selon différents scénarios d'émission de gaz à effet de serre sont consultables sur un site dédié publié par Météo-France en novembre 2022.
| Mois                                  | jan.           | fév.           | mars          | avril         | mai           | juin         | jui.         | août          | sep.          | oct.        | nov.          | déc.        | année      |
| ------------------------------------- | -------------- | -------------- | ------------- | ------------- | ------------- | ------------ | ------------ | ------------- | ------------- | ----------- | ------------- | ----------- | ---------- |
| Température minimale moyenne (°C)     | 2,5            | 2,1            | 3,7           | 5,3           | 8,9           | 12,2         | 13,5         | 13,3          | 10,6          | 8,8         | 5,4           | 2,8         | 7,4        |
| Température moyenne (°C)              | 5,5            | 5,9            | 8,4           | 10,9          | 14,4          | 18,1         | 19,7         | 19,5          | 16,6          | 13,1        | 8,8           | 5,9         | 12,2       |
| Température maximale moyenne (°C)     | 8,4            | 9,6            | 13            | 16,6          | 19,9          | 24,1         | 25,9         | 25,6          | 22,6          | 17,5        | 12,1          | 8,9         | 17         |
| Record de froid (°C) date du record   | −10,5 07.01.09 | −11,5 11.02.12 | −9,5 01.03.05 | −2,8 11.04.03 | −0,5 06.05.19 | 3,5 01.06.06 | 5,2 04.07.08 | 5,6 21.08.14  | 2 30.09.12    | −3 29.10.03 | −7 17.11.07   | −7 16.12.09 | −11,5 2012 |
| Record de chaleur (°C) date du record | 15,5 27.01.03  | 20,5 27.02.19  | 23,5 20.03.05 | 28 21.04.18   | 31,5 27.05.05 | 38 29.06.19  | 40 25.07.19  | 40,5 10.08.03 | 33,5 13.09.16 | 29 03.10.11 | 21,5 07.11.15 | 18 07.12.00 | 40,5 2003  |
| Précipitations (mm)                   | 78             | 60,4           | 53,9          | 54,7          | 61,3          | 58,3         | 46,4         | 44,7          | 57,8          | 76,8        | 79,1          | 88,6        | 760        |

## Urbanisme

### Typologie
Au 1er janvier 2024, Sablé-sur-Sarthe est catégorisée centre urbain intermédiaire, selon la nouvelle grille communale de densité à sept niveaux définie par l'Insee en 2022.
Elle appartient à l'unité urbaine de Sablé-sur-Sarthe, une agglomération intra-départementale regroupant deux  communes, dont elle est ville-centre,,. Par ailleurs la commune fait partie de l'aire d'attraction de Sablé-sur-Sarthe, dont elle est la commune-centre,. Cette aire, qui regroupe 39 communes, est catégorisée dans les aires de moins de 50 000 habitants,.

### Occupation des sols
L'occupation des sols de la commune, telle qu'elle ressort de la base de données européenne d’occupation biophysique des sols Corine Land Cover (CLC), est marquée par l'importance des territoires agricoles (69,1 % en 2018), en diminution par rapport à 1990 (73,1 %). La répartition détaillée en 2018 est la suivante : 
terres arables (37,5 %), prairies (29,7 %), zones urbanisées (13,1 %), forêts (7,5 %), zones industrielles ou commerciales et réseaux de communication (5,3 %), espaces verts artificialisés, non agricoles (5 %), zones agricoles hétérogènes (1,8 %). L'évolution de l’occupation des sols de la commune et de ses infrastructures peut être observée sur les différentes représentations cartographiques du territoire : la carte de Cassini (XVIIIe siècle), la carte d'état-major (1820-1866) et les cartes ou photos aériennes de l'IGN pour la période actuelle (1950 à aujourd'hui).

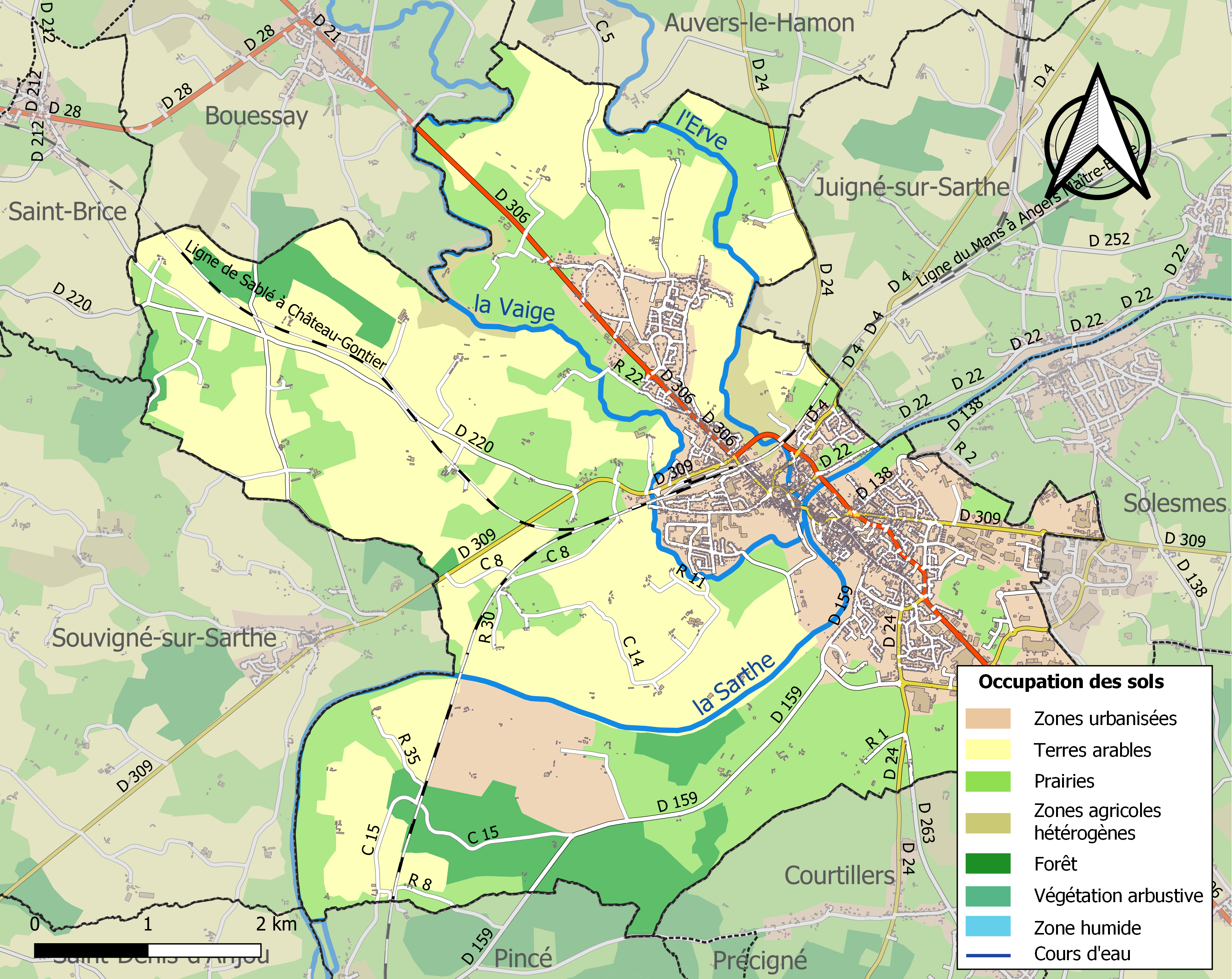
Carte des infrastructures et de l'occupation des sols de la commune en 2018 (CLC).

### Morphologie urbaine
La ville de Sablé s'est constituée autour de trois noyaux : 
- le village fortifié : au pied du château, autour de la Grande-Rue ;
- le quartier de l'île, protégé par les marécages de la Sarthe puis fortifié ;
- le Faubourg, à l'extérieur de l'ensemble urbain et des fortifications, en l'occurrence le faubourg Saint-Nicolas, à l'Est de la ville.

### Voies de communication et transports

#### Réseau ferroviaire
La gare de Sablé-sur-Sarthe est desservie par des TGV et par des trains TER Pays de la Loire circulant entre Le Mans et Nantes ou Angers-Saint-Laud.

## Toponymie
La ville est désignée sous divers noms : Sabolium, Sobloilum, Soboleum, Sabolium… dans divers textes latins, du nom de deux sablonneries de terre rouge entre Brice (Auvers-le-Hamon) et la porte Saint-Nicholas.
Le gentilé est Sabolien.

## Histoire

### Époque gallo-romaine
Au cours de l'Antiquité, une marbrière est attestée sur les terres de Sablé-sur-Sarthe. Cette carrière, dont l'ouverture remonte au début de l'époque gallo-romaine, fournit l'ensemble de la région cénomane (civitates des Aulerci Cenomani) en blocs de pierre de nature calcaire, un marbre de couleur grise veinée de rose et de rouge. Ce type de matériau est essentiellement utilisé pour l'élévation des édifices publics sarthois.

### Moyen Âge
Le site médiéval a été avant tout une forteresse particulièrement bien située, aux confins du Maine et de l'Anjou. C'est à l'abri de cette forteresse que se développe le bourg dont la population devait s'élever au XVe siècle à près de 1 200 habitants. L'actuel château est bâti sur le site de l'ancien château fort.
À partir de 1196, le seigneur de Sablé-sur-Sarthe est Guillaume des Roches, sénéchal d'Anjou et du Maine, seigneur de Sablé, de Longué-Jumelles et de Château-du-Loir (né vers 1155 - mort en 1222), beau-père d'Amaury Ier de Craon, sénéchal d'Anjou et seigneur de Craon. Ils s'illustrèrent ensemble dans la bataille de la Roche-aux-Moines en 1214 contre les troupes Plantagenêt de Jean sans Terre et de ses alliés.
Guillaume hérite de la baronnie de Sablé en se mariant avec la fille de Robert IV de Sablé en 1190. D’abord au service d’Arthur de Bretagne puis de Jean sans Terre, il est sénéchal du Maine et d'Anjou et un des seigneurs les plus importants du Maine Plantagenêt. Il garde son poste de sénéchal sous Philippe Auguste, dans le royaume de France, après la conquête du Maine par ce dernier en 1204. Il s’illustre comme un acteur majeur de la politique royale à l’échelle de l’Anjou et du Maine.
Durant la guerre de Cent Ans, les Anglais s'établissent dans les principaux châteaux de la région : Beaufort, Sablé, Le Louroux… Il faut attendre Du Guesclin et le seigneur de Maillé pour reprendre ses positions.

### Temps modernes (XVe-XVIIIe)
Sablé-sur-Sarthe reçut les signataires du traité du Verger le 19 août 1488, événement important dans la succession au trône de France qui stipule que la toute jeune duchesse de Bretagne ne se mariera à nul autre seigneur que le roi de France, en gage d'annexion future au royaume du duché dont elle gardera exclusivement le titre. La fille de Louis XI , Anne de France épouse de Pierre de Beaujeu, régente pendant ma minorité de son frère Charles VIII, déjà en conflit contre ses féodaux dans la "Guerre Folle" gagna la Guerre menée contre le duché de Bretagne dont la cour avait violé deux ans après le traité, en consentant au mariage par procuration d'Anne de Bretagne avec Maximilien Ier de Habsbourg, héritier du Saint-Empire germanique. La Maison de France victorieuse fit annuler cette union qui fragilisait le pays pris en étau. Anne de Bretagne convola avec Charles VIII en 1490. À la suite du décès accidentel de son époux, la jeune veuve épousera, suivant la clause originale du traité, en 1499, le nouveau roi Louis XII, capétien de la branche ainée de la maison d'Orléans. Le mariage de la reine Claude, fille de Louis XII et Anne de Bretagne, avec François Ier, un Valois, officialisera l'annexion définitive du duché au royaume.
Sous l'Ancien Régime et jusqu'à la Révolution française, Sablé était un marquisat, une pairie et une ville. Elle était située dans le Maine, diocèse du Mans, parlement de Paris, intendance de Tours, élection de La Flèche.
Le XVIIIe siècle marque pour Sablé une période de développement économique et culturel. Le bourg devient ville, dominée par le château que Colbert de Torcy, marquis de Sablé, ministre des Affaires étrangères sous Louis XIV et neveu de Colbert, fait édifier sur les plans de l'architecte Desgots.

### Révolution et Empire
À la fin du siècle, Sablé compte 3 000 habitants. Cet essor va s'arrêter brusquement pendant la période révolutionnaire. La ville devient alors un refuge pour les Chouans.
Elle fut chef-lieu de district de 1790 à 1795.
L'année 1809 restera une date essentielle dans l'histoire locale : de l'anthracite est découvert dans les environs. Grâce à cela, le chaulage se répand et transforme l'agriculture. L'exploitation du marbre, jusque-là artisanale, se modernise et la carrière devient le premier employeur de Sablé et de ses environs avec 1 500 salariés.

### Époque contemporaine

#### LeXIXesiècle
La ville se transforme, le port se développe (22 000 tonnes par an). À son tour, l'arrivée du chemin de fer en 1861 facilite grandement les échanges. Elle favorise la reprise de l'industrie du marbre et suscite également l'extension de l'urbanisation en direction de la gare. Ainsi, en 1886, la population atteint 6 200 habitants.
La fin du XIXe siècle et la première moitié du XXe siècle voient s'écouler une période de stagnation-récession pour l'économie sabolienne. Les deux grandes guerres, l'exode rural, le caractère essentiellement artisanal des entreprises locales font que la ville se maintient principalement dans un rôle de marché agricole et de centre commercial, malgré l'installation de fonderies repliées de l'Est 
après 1918. L'exploitation des houillères locales favorise le développement de l'activité chauffournière dans la région au XIXe siècle.

#### XXeetXXIesiècles

##### Troisième République et Seconde Guerre mondiale
En 1929, Raphaël Élizé, socialiste et vétérinaire, arrière-petit-fils d'esclave, originaire du Lamentin en Martinique, est élu maire. L'ironie ou tour de force de l'Histoire détermineront les progrès de la pensée politique de la ville, en accolant à ce carrefour de la ruralité et de la spiritualité, des noms de famille à première vue inimaginables, celui de Colbert de Torcy, qui rappelle le grand Colbert, à l'origine du mercantilisme et du Code Noir, et celui d'un descendant d'esclave humaniste. Raphaël Elizé, au patronyme simple hérité de sa grand-mère Elize, peut être considéré comme le premier maire de couleur de France, quoiqu'il fût précédé mais dans des mandats beaucoup plus courts par le métis Louis Guizot dans le Gard, en 1790-1794 et le député "mulâtre né libre" Sévériano de Hérédia, président du Conseil de Paris en 1879. Il pourra exercer son mandat jusqu'en 1941, l'année où il fut destitué avec son adjoint sur ordre de Vichy par le préfet Picot, militaire pétainiste zélé originaire de Belfort. Il entra en Résistance dans le réseau Buckmaster. L'occupant allemand avait fait pression, refusant de parler à ce noir aux commandes de la ville. Ils étaient un millier d'Allemands composant l'Ortskommandantur qui s'étaient installés à Sablé après la Drôle de Guerre, assistant aux conseils municipaux face à interlocuteur plus compatible, plus âgé, figure consensuelle et représentative de la paysannerie de la région, beau-père d'un des photographes locaux. Raphaël Élizé avait été victime des forces conservatrices et extrémistes de l'époque, tiraillée entre elles et les forces progressistes de gauche qui ne pouvaient plus agir en 1941 que dans l'ombre, après avoir soutenu Raphaël Elizé dans son mandat de 1929. Exception dans l'hexagone, ce maire aux qualités fort appréciées qui marquera l'esprit de ses concitoyens grâce à ses innovations (cantine communale, terrain de foot, piscine, la première homologuée dans l'Ouest de la France, cours d'espéranto...), fut pourtant dénoncé. Torturé et déporté en Allemagne au camp de Buchenwald, Raphaêl Elizé mourut en 1945 sous un bombardement des alliés ... Sablé resta quelques années sous le joug germanique et de préfets à leur botte dont Lucien Porte, nommé en 1943, qui montra tant d'entrain et de servilité à poursuivre l'oeuvre de son prédécesseur Picot, qu'il fut destitué à la Libération, en août 1944, puis placé en résidence surveillée à l'abbaye de Solesmes avant d'être incarcéré à Angers. Condamné et acquitté malgré ses abus de pouvoir il fut finalement radié du corps militaire (le bilan de ces années noires historiques sur le plan local est désormais complètement accessible à tous : voir notamment site MEMORESIST de la Sarthe qui reprend presque tous les résistants et les déportés des alentours de Sablé, informations complémentaires par consultation d'archives nationales, locales, ou d'études, ou d'articles dans des revues de fédérations nationales ou des témoignages concernant cette même région sur « la relève », les requis et les victimes du STO).

##### Deuxième moitié duXXesiècle
La dernière mine de charbon de Juigné (la Sanguinière), exploitée par la société Kodak-Pathé, ferme en 1950.
À partir des années 1960, dirigée par Joël Le Theule, député-maire, ministre à plusieurs reprises, Sablé connaît une période d'expansion très soutenue, constituée par le développement de l'activité industrielle dans les secteurs de l'agroalimentaire, des industries métallurgiques et du matériel électrique.
En 1965, la commune de Gastines-sur-Erve fusionne avec celle de Sablé.
Les répercussions en matière d'aménagement urbain ont été très importantes : elle se sont traduites par un véritable éclatement de la ville hors de ses limites traditionnelles, faisant passer sa population de 6 000 à 13 500 en 25 ans.

##### XXIesiècle
La mise en service en 2017 de la LGV Bretagne-Pays de la Loire et de la virgule de Sablé avec deux allers et deux retours quotidiens en TGV met Paris à environ 1 h 10 de la gare de Sablé.

### Administration municipale

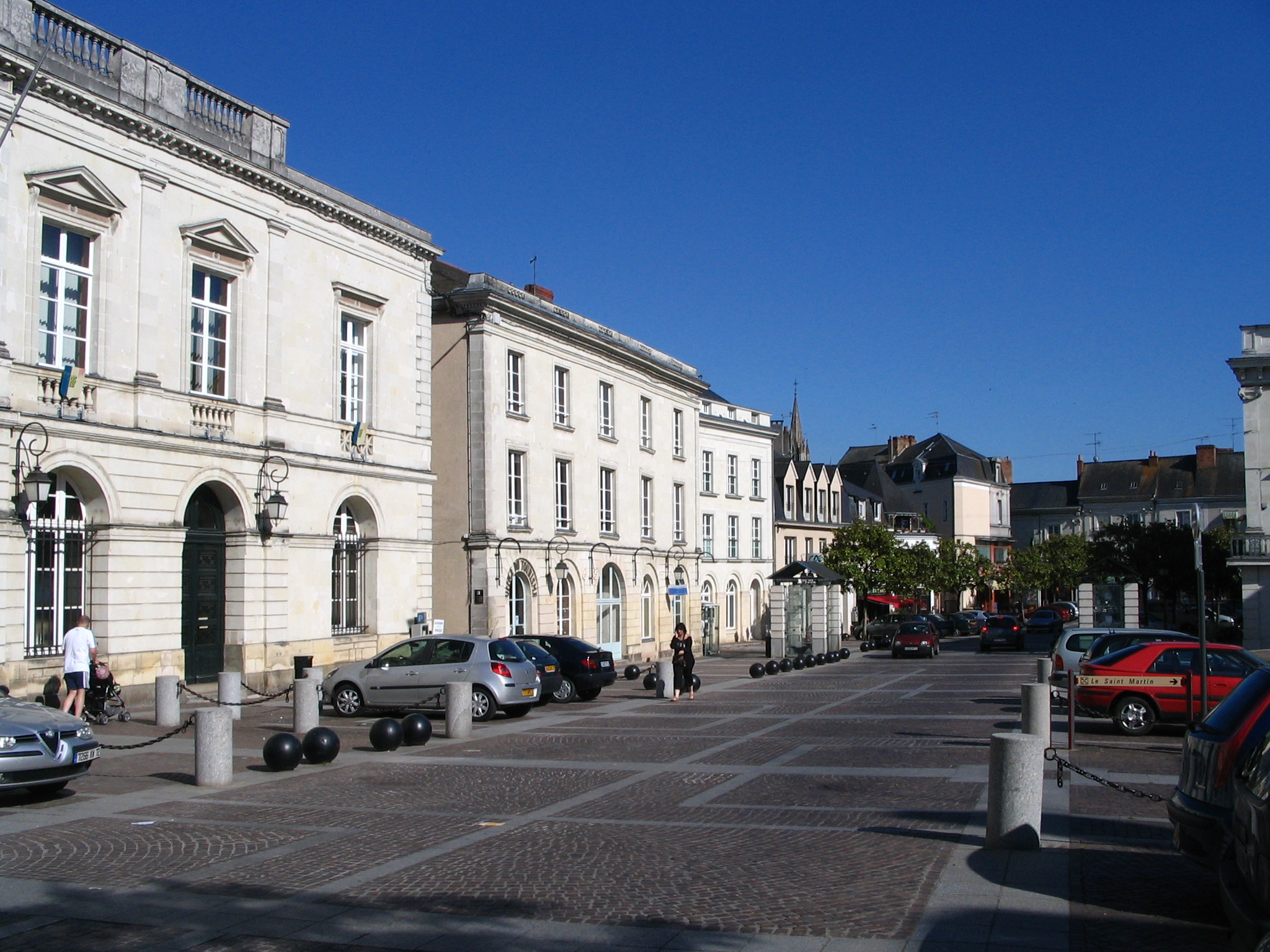
La place Raphaël-Élizé, avec l'hôtel de ville sur la gauche.

## Politique et administration

### Liste des maires
| Période      | Période                   | Identité         | Étiquette             | Qualité |
| ------------ | ------------------------- | ---------------- | --------------------- | --- |
| août 1944    | mai 1945                  | Fernand Lemaire  |                       | |
| mai 1945     | mars 1959                 | Georges Mention  | MRP (app.)            | Commerçant quincaillier |
| mars 1959    | décembre 1980 (décès)     | Joël Le Theule   | UNR puis UDR puis RPR | Professeur agrégé Ministre (1968 → 1969 et 1978 → 1980) Député de la Sarthe (4e circ.) (1958 → 1980) |
| janvier 1981 | mars 1983                 | Pierre Daguet    | RPR                   | Industriel en orfèvrerie |
| mars 1983    | mars 2001                 | François Fillon  | RPR                   | Ministre (1993 → 1997) Député de la Sarthe (4e circ.) (1981 → 1986 et 1988 → 2002) Député de la Sarthe (1986 → 1988) Conseiller régional des Pays de la Loire (1998 → 2007) Président du conseil régional des Pays de la Loire (1998 → 2002) Conseiller général de Sablé-sur-Sarthe (1981 → 1998) Président du conseil général de la Sarthe (1992 → 1998) Président de la CC de Sablé-sur-Sarthe (2001 → 2012) |
| mars 2001    | mars 2008                 | Pierre Touchard  | RPR puis UMP          | Directeur financier retraité Conseiller général de Sablé-sur-Sarthe (1998 → 2015) Vice-président du conseil général de la Sarthe ( → 2015) Membre du CESE, chevalier de la Légion d'honneur |
| mars 2008    | juillet 2020              | Marc Joulaud     | UMP puis LR           | Collaborateur d'élu Député de la Sarthe (4e circ.) (2002 → 2012) Député européen (2014 → 2019) Président de la CC de Sablé-sur-Sarthe (2012 → 2020) |
| juillet 2020 | En cours (au 4 juin 2020) | Nicolas Leudière | DVD puis HOR          | Fonctionnaire territorial |

### Jumelages
Bückeburg (Allemagne).
Sablé-sur-Sarthe et la ville de Bückeburg ont construit officiellement leur jumelage par un serment signé en 1966 par Joël Le Theule, maire de Sablé-sur-Sarthe, et Bruno Belhau, maire de Bückeburg.
La charte du jumelage est signée en mai 1966 pour la première fois à Sablé-sur-Sarthe par Joël Le Theule, maire de Sablé-sur-Sarthe et Bruno Belhau, maire de Bückeburg. Le préfet de la Sarthe, monsieur Wiltzer, est aussi présent. Découverte de Sablé-sur-Sarthe, sport, compétition de gymnastique et de natation, groupes de musique allemands et français sont au programme des festivités accompagnant cet élan d'amitié.
Le 23 août suivant, a lieu à Bückeburg la signature officielle du même acte de Jumelage. Une grande tapisserie aux armes des deux villes est offerte à la ville de Sablé-sur-Sarthe pour marquer l'évènement.
Sablé entretient depuis plusieurs années des échanges sociaux, culturels et sportifs avec la ville de Bückeburg en Allemagne située à une distance de 996 km.

## Population et société

### Démographie
L'évolution du nombre d'habitants est connue à travers les recensements de la population effectués dans la commune depuis 1793. Pour les communes de plus de 10 000 habitants les recensements ont lieu chaque année à la suite d'une enquête par sondage auprès d'un échantillon d'adresses représentant 8 % de leurs logements, contrairement aux autres communes qui ont un recensement réel tous les cinq ans,.
En 2022, la commune comptait 12 194 habitants, en évolution de −1,26 % par rapport à 2016 (Sarthe : −0,25 %, France hors Mayotte : +2,11 %).
| 1793  | 1800  | 1806  | 1821  | 1831  | 1836  | 1841  | 1846  | 1851  |
| ----- | ----- | ----- | ----- | ----- | ----- | ----- | ----- | ----- |
| 3 059 | 3 066 | 3 172 | 3 450 | 3 999 | 4 188 | 4 348 | 4 912 | 5 282 |

| 1856  | 1861  | 1866  | 1872  | 1876  | 1881  | 1886  | 1891  | 1896  |
| ----- | ----- | ----- | ----- | ----- | ----- | ----- | ----- | ----- |
| 5 086 | 5 675 | 5 644 | 5 589 | 5 947 | 6 085 | 6 183 | 6 047 | 6 118 |

| 1901  | 1906  | 1911  | 1921  | 1926  | 1931  | 1936  | 1946  | 1954  |
| ----- | ----- | ----- | ----- | ----- | ----- | ----- | ----- | ----- |
| 5 599 | 5 520 | 5 493 | 5 385 | 5 611 | 5 810 | 5 866 | 6 068 | 6 511 |

| 1962  | 1968  | 1975   | 1982   | 1990   | 1999   | 2006   | 2011   | 2016   |
| ----- | ----- | ------ | ------ | ------ | ------ | ------ | ------ | ------ |
| 6 885 | 9 227 | 10 717 | 11 773 | 12 178 | 12 716 | 12 602 | 12 324 | 12 350 |

| 2021   | 2022   | - | - | - | - | - | - | - |
| ------ | ------ | - | - | - | - | - | - | - |
| 12 096 | 12 194 | - | - | - | - | - | - | - |

- Structure de la population : hommes 48,2 %, femmes 51,8 %
- Répartition : (0 - 19 ans 24,1 %) - (20 - 39 ans 31,2 %) - (40 - 59 ans 21,6 %) - (60 - 74 ans 13,4 %) - (Plus de 75 ans 9,7 %)
- Référendum sur la Constitution européenne (29 mai 2005)
  - Résultats Sable-sur-Sarthe : Oui 52,14 %, Non 47,86 %, Abstention 3,04 %
- Sablé est l'une des quatre villes de plus de 10 000 habitants de la Sarthe tout comme La Flèche et Allonnes.

### Enseignement
- Huit écoles maternelles et primaires
- Trois collèges : collège public Simone-Veil (anciennement nommé collège de l'Anjou), collège public Pierre-Reverdy et collège privé Sainte-Anne
- Quatre lycées : lycée polyvalent public Raphaël-Élysé, lycée du centre soins-études Pierre-Daguet , lycée privé Saint-Joseph, lycée agricole privé Val-de-Sarthe.

### Manifestations culturelles et festivités
- Rappelons "le temps d'avant", procession et fête marquantes :
- La procession annuelle dans la ville à la Fête Dieu avec port de statues, décorations et fleurs sur la chaussée. -Le Queniau, une fête organisée par le Comité des fêtes après 1946, dans une explosion de joie, après les années sombres, appelant tous, de la ville et d'ailleurs, à admirer le défilé de chars, en apothéose celui de la Reine de la ville,et le défilé de groupes dansants de la jeunesse, et à assister au Jardin Public à des concerts de vedettes de la variété. Fêtes qui ont évolué aujourd'hui en d'autres festivités.
- Le Festival annuel baroque de Sablé

Créé en 1979, est l'un des principaux rendez-vous baroques de l'été en France. Il réunit les artistes réputés aux côtés de jeunes interprètes sélectionnés pour leur talent. On y rencontre Jordi Savall, L'arpeggiata, les Musiciens du Louvre, mais aussi Matheus, Ensemble Stradivaria ou l'ensemble Elyma. Avec quatorze concerts en quatre jours, le Festival de Sablé a pour but de s'enivrer de musique… ou de découvrir quelques œuvres méconnues. Son académie de danses et de musiques anciennes accueille des stagiaires du monde entier, réunis autour des meilleurs spécialistes de ces disciplines.
- Rockyssimo : Rock ici Mômes et Nuits d'été.

Chaque année, 8 000 enfants de 3 à 12 ans sont emmenés dans le parc du château de Sablé pour six heures de musiques et de spectacles non-stop. Nombre d'entre eux arrivent grâce aux centres de loisirs pour une journée de musique. Après 25 ans d'existence, Rockyssimômes devient Rock ici Mômes.
Tous les ans et depuis 2006, la ville propose, dans la foulée de Rockyssimômes, deux concerts gratuits dans le parc du château de Sablé. Depuis sa création, les Nuits d’été ont accueilli : Ben l’Oncle Soul, Féfé, Zoufris Maracas, Corneille, Jupiter, Charles Pasi, K2R Riddim, La Caravane Passe, As de Trèfle, Sergent Garcia, Jim Murple Memorial, The Rabeats, La Ruda, Les Hurlements d’Léo, Celtic Legends et bien d’autres encore.

### Sports
- Un complexe aquatique intercommunal.
- Cinq gymnases - une salle omnisports - un golf 27 trous - un hippodrome.
- 63 associations sportives et culturelles.

Sablé-sur-Sarthe a organisé la manche finale de la Coupe du monde de cyclo-cross 1994-1995, ainsi que les Championnats de France de cyclo-cross de 1994 et une manche du Challenge la France cycliste de cyclo-cross en 2006.
Sablé possède un club de football le Sablé Football Club.
Sablé possède également un club de basket-ball (Sablé Basket) qui a connu son heure de gloire à la fin des années 1990-début 2000, en se hissant entre autres en 1/8e de finale de la Coupe de France.

## Économie
Avec 11 436 emplois industriels et commerciaux pour une population de 27 000 habitants, le bassin de Sablé connait une croissance économique et démographique qui ne s'est jamais démentie depuis 30 ans.
Toutefois, le nombre de demandeurs d'emplois augmente régulièrement depuis une dizaine d'années, passant de 8 % en 1999 à 11,1 % en 2008 (moyenne Pays de Loire 2011 : 7,9).
Les zones d'activité de Sablé (La Tuilerie, La Denisière, L'Aubrée) se situent à l'est de la ville compte tenu des vents d'ouest dominants qui poussent vers l'Est les fumées de la ville.

### Entreprises
Des entreprises leaders en France et à l'export ont choisi Sablé-sur-Sarthe, autour de quatre grands pôles industriels :
- Agroalimentaire : Charal Sabim (viandes bovines et porcines), LDC (volailles Le Gaulois), Bel (fromages Babybel, Kiri, etc.), La Sablésienne (biscuiterie artisanale « Le Véritable Sablé ») ;
- Mécanique-travail des métaux : Ionisos, Mecachrome (mécaniques de précision automobile), Grandry (fonderie), MS Relais (fabr. spéciales), Buisard (fabrications cabines de tracteurs) ;
- Plasturgie : Alphacan, Aries Meca (fabr. armements militaires), Allibert (stockage), Valeo (équipementier automobile), Covex (confection et rotomoulage) ;
- Électronique : SNESS (insertion et sous-traitance électronique), Valeo et autres.

### Tourisme
- La commune est une ville fleurie (trois fleurs) au concours des villes et villages fleuris[32].
- La biscuiterie La Sablésienne propose des visites de sa fabrication.
- En 1964 Sablé-sur-Sarthe a été le premier village de France classé Station Verte de Vacances[33].
- La flamme postale oblitérée à l'effigie de la commune dans les années 1980 montrait l'ancienne tour des remparts et le blason de la ville et était libellée sur trois lignes horizontales en lettres majuscules, Loisirs Culture Nature, et sur deux autres lignes horizontales en minuscules, Forêts Rivières Piscines Camping***.

## Culture locale et patrimoine

### Lieux et monuments

#### Patrimoine architectural

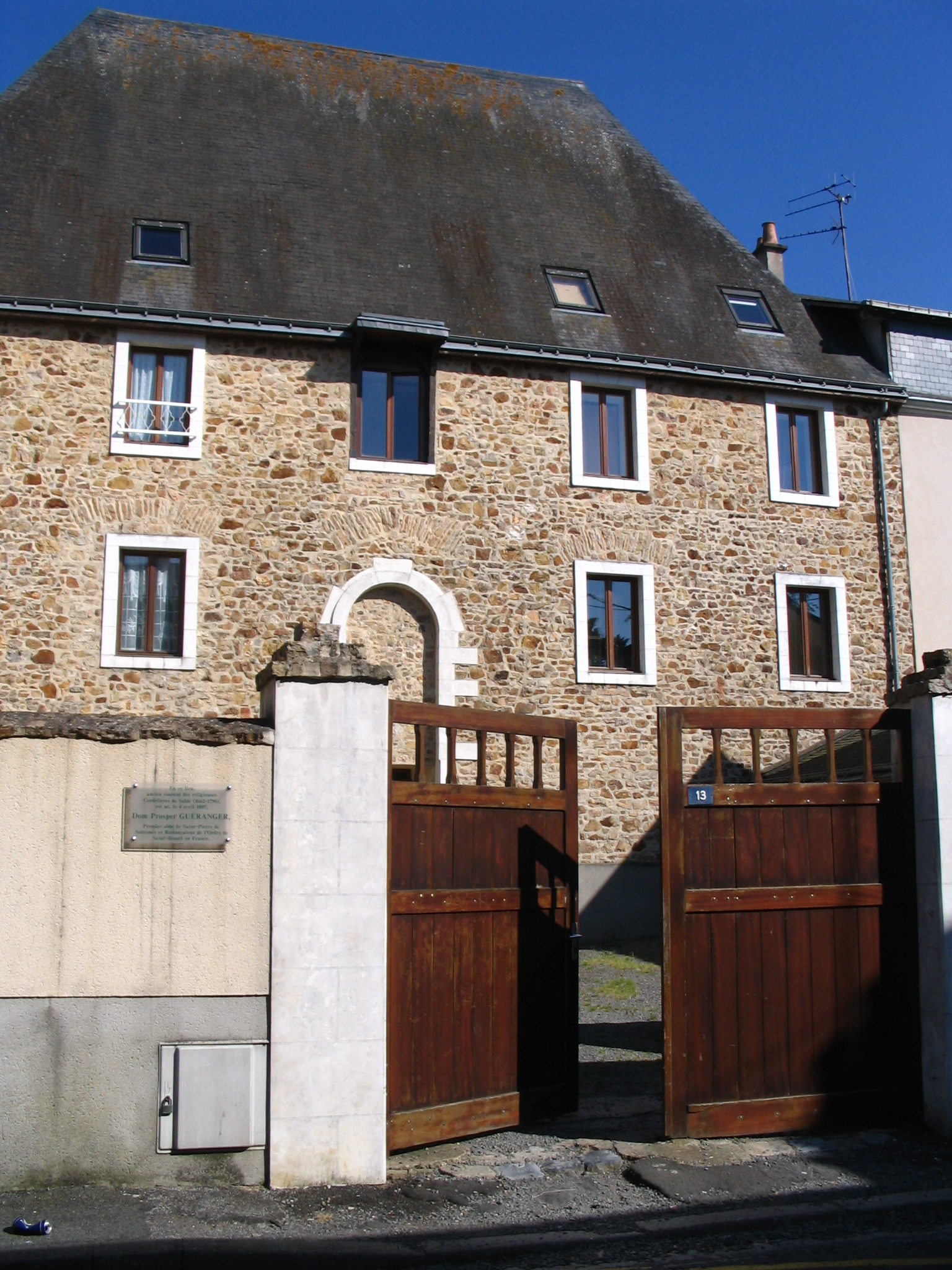
La maison natale de Dom Guéranger à Sablé.

Il mêle l’urbanisme organisé et maîtrisé du XIXe siècle, avec ses façades claires en pierre calcaire, et les rues médiévales sombres et sinueuses abritant sur les maisons à pans de bois des éléments de décor tels que des ferronneries, épis de faîtage, etc. On y trouve des maisons des XVe et XVIe siècles.
La première paroisse aurait été créée au IVe siècle. Prieuré en 1067, Hôtel Dieu en 1382, collège en 1602 ; maison des Cordelières en 1631. Seigneurie annexée au château, érigée en baronnie au XVe siècle. On peut également voir les vestiges d'enceinte gallo-romaine.
Le faubourg Saint-Nicolas recèle quelques demeures bien conservées des XVIe et XVIIe siècles, la chapelle de l’ancien couvent des Cordelières de Sainte-Élisabeth, maison natale de Dom Guéranger, fondateur de l’ordre rénové des Bénédictins.
Trois édifices protégés au titre des monuments historiques se trouvent sur la commune de Sablé-sur-Sarthe :
- le manoir de Gautret, du XVe siècle, dont le décor intérieur a été remanié au XVIIIe siècle, inscrit au titre des monuments historiques en 1996[34] ;
- l'ancienne tour des remparts, inscrite au titre des monuments historiques en 1970[35]
- le château de Sablé, du XVIIIe siècle (architecte Desgots), est classé au titre des monuments historiques en 1983[36] : porte fortifiée et vestiges de la forteresse médiévale (Centre de restauration de la Bibliothèque nationale de France, décor intérieur, escaliers, ancienne chapelle, bâtiments des écuries, parc et jardins à la française ; les façades et toitures des communs sont inscrits au titre des monuments historiques la même année[36]. Le château pouvait être visité, chaque année, lors des Journées européennes du patrimoine au mois de septembre, mais des travaux lourds de restauration des bâtiments interdisent l'accès au public depuis 2005.

#### Château de Sablé: centre technique de la Bibliothèque nationale de France

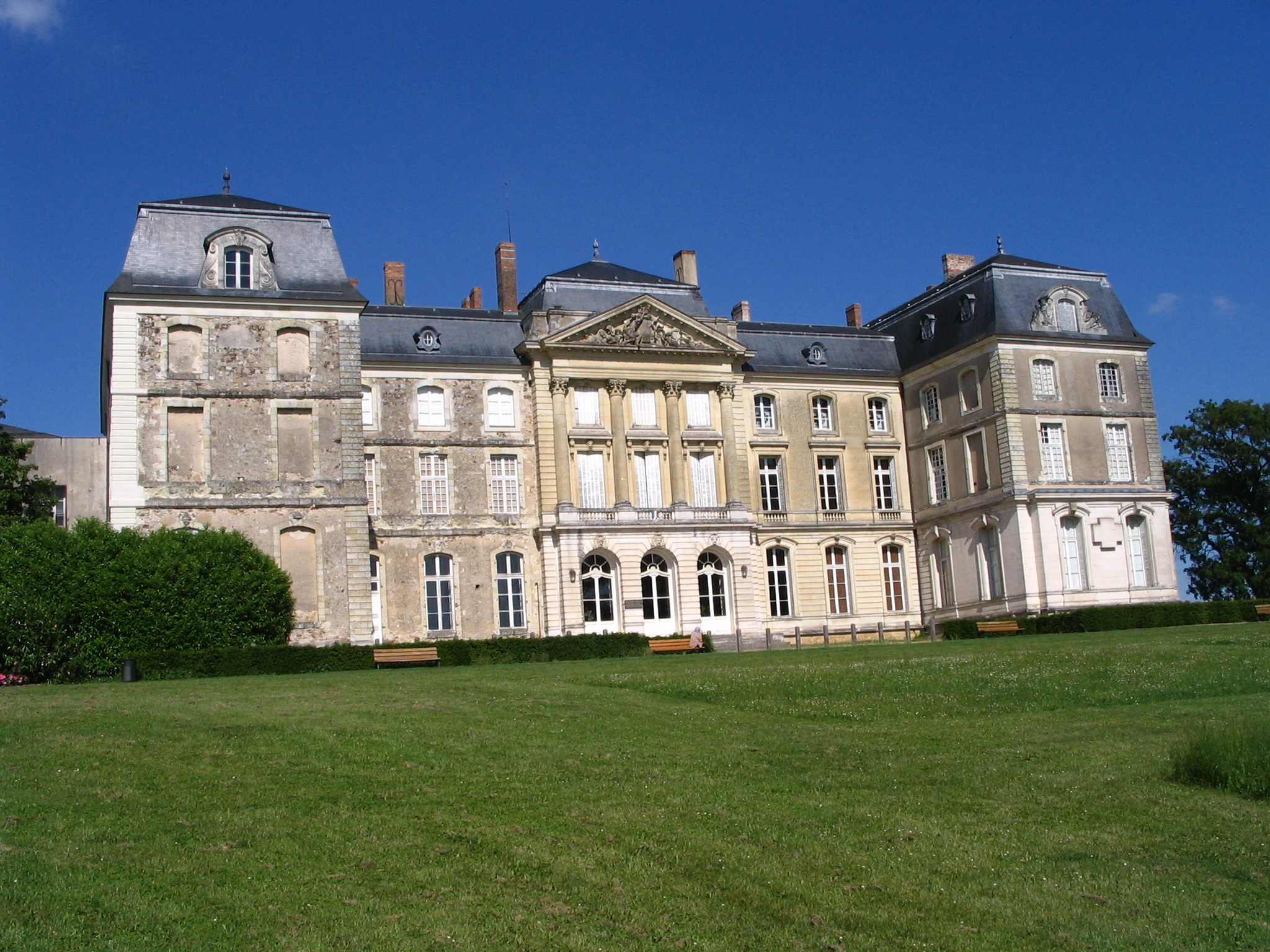
Le château de Sablé.

Jean-Baptiste Colbert de Torcy, ministre des Affaires étrangères de Louis XIV, achète le château de Sablé en 1711. Des travaux de rénovation commencent en 1715 et se poursuivent jusqu'en 1728, mais ce n'est qu'en 1741 qu'est achevée la décoration intérieure. Il passe ensuite brièvement dans les biens de la famille de Rougé.
Acheté par la famille Williot en 1918, le château est transformé en manufacture de chicorée en 1921. La société Williot fils, fabricants de chicorée dans ses deux manufactures à Poix-du-Nord et à Sablé-sur-Sarthe, développe son activité et sa marque Chicorée Williot  sous la direction de Michel Williot, ingénieur IDN. La production de chicorée cesse à Sablé-sur-Sarthe en 1962.
Au décès de Michel Williot en 1978, le château est acquis par la ville de Sablé à fins de restitution au ministère de l'Éducation nationale à l'usage de la Bibliothèque nationale.
Le rapport Caillet de 1979 a donné la volonté de sauver un nombre élevé de livres ce qui supposait l'application de techniques particulières et l'adaptation de techniques plus traditionnelles. On recense dans le centre technique de Sablé les activités suivantes :
- microreproduction et la numérisation,
- traitement chimique,
- conservation préventive et restauration,
- reliure originale.

La microreproduction consiste à photographier les ouvrages à un rapport de réduction élevé. Un atelier spécialisé permet la reproduction systématique sur microfiches de tous les documents. La numérisation de masse remplace dès 2007-2008 la reproduction argentique des collections d'imprimés, tandis qu'une autre forme de numérisation plus fine reproduit des documents spécialisés tels que les manuscrits, les cartes, les affiches anciennes, les daguerréotypes, les autochromes, les papiers peints anciens.
Le traitement chimique a pour mission de traiter en neutralisant l'action des acides qui rongent le papier, mais ce système n'est pas satisfaisant.
La restauration consiste à redonner au papier une résistance mécanique. C'est le rôle du doublage à l'aide d'un matériau neutre transparent. Le document est alors prêt pour retrouver un aspect plus proche de son aspect d'origine.
La reliure est destinée à fournir une protection de longue durée à ces papiers fragiles.
La mission du Centre de Sablé est de contribuer à la conservation du patrimoine imprimé et manuscrit, moderne ou contemporain et à sa transmission aux générations futures.

#### Musée «À l'homme volant»

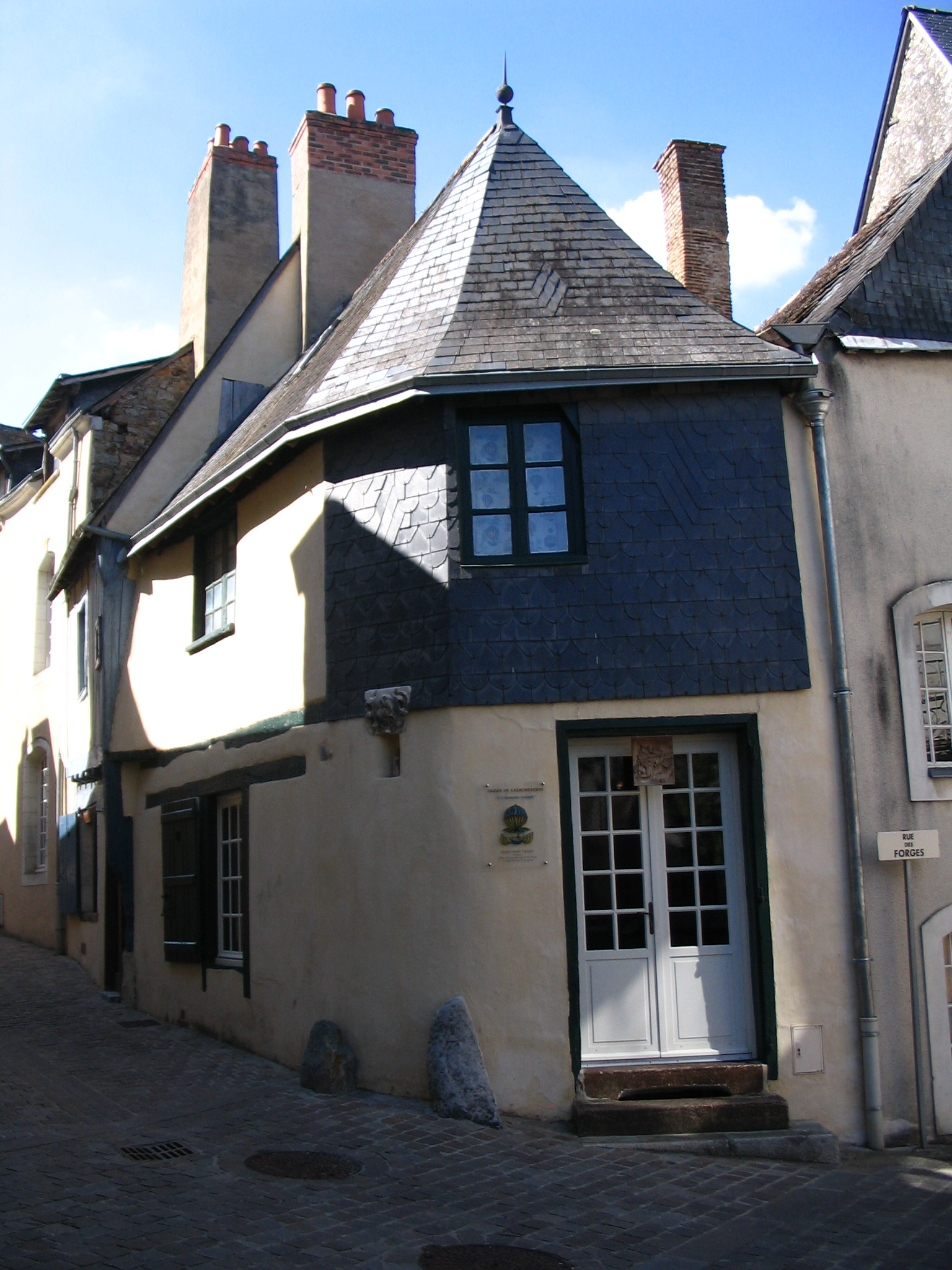
Le musée « À l'homme volant ».

Musée consacré aux montgolfières, ballons, dirigeables et rozières, situé à l'angle de la rue des Forges et de la Grande Rue, installé dans deux des maisons les plus anciennes de la ville. On y apprend notamment qu’en 1678, un certain Besnier, serrurier à Sablé, a inventé une machine à voler à quatre ailes dont l’objectif était de « pouvoir nager dans l’air comme on nage dans l’eau ».

#### Patrimoine religieux

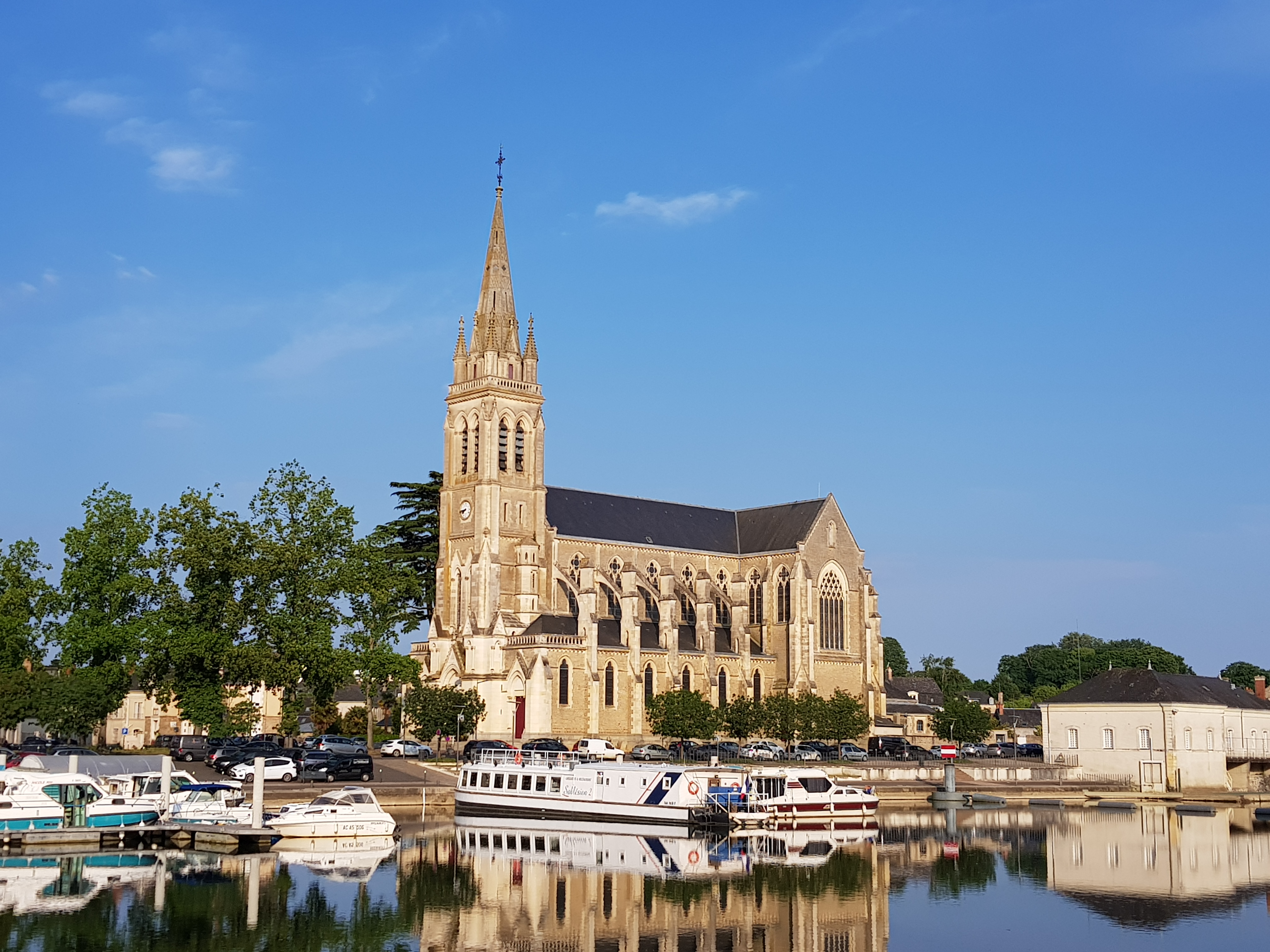
L'église Notre-Dame.

L’atout majeur du patrimoine religieux réside dans une œuvre de l’art médiéval, la verrière de la grande Crucifixion à l’intérieur de l’église Notre-Dame, de style néogothique.
Construite en 1880, la chapelle Saint-Martin est détruite en juillet 2017.
L'abbaye de Solesmes à 2 km de Sablé-sur-Sarthe est, en France, le haut-lieu du chant grégorien.

### Équipements culturels
- Une médiathèque intercommunale
- Un cinéma
- Un centre culturel
- Un bowling
- Des fêtes foraines régulières

### Gastronomie
Le « Petit Sablé » de Sablé est un gâteau sec pur beurre, rond, doré et craquant.
Créé en 1924 par M. Étienne, pâtissier, le « petit sablé » semble avoir une origine beaucoup plus ancienne. On raconte en effet, qu'en 1670, la marquise de Sablé, Madeleine de Souvré, en offrit à Monsieur, frère de Louis XIV, qui les « trouva fort à sa convenance ».
Deux pâtissiers locaux perpétuent cette tradition.

### Personnalités liées à la commune
- Barthélémy Baraille (1882-1970), membre de la bande à Bonnot, a été interné à Sablé-sur-Sarthe en 1914.
- Jacques Baumier : architecte né à Sablé-sur-Sarthe en 1824.
- Gaëlle Beaujean, née à Sablé en 1971, qui pose dans ses publications un regard sur la question coloniale, docteure en anthropologie de l'Art, auteure de" l'Art de Cour d'Abomey, le sens des objets" auquel a été attribué le prix américain Arnold Rubin Outstandings Publication Awards 2021, récompensant exceptionnellement pour la première fois un ouvrage en langue française[39].
- Louis ou Urbain Besnier, né à Sablé-sur-Sarthe (1642-1705) ou (1631-1695), est un précurseur de l'aviation[40].
- Olivier Blino, footballeur né en 1964 à Sablé-sur-Sarthe.
- Jean V de Bueil (1405-1477), gouverneur de Sablé, amiral de France. Auteur du Jouvencel, roman militaire où il retrace ses exploits, dont la prise de Sablé alors tenue par Gilles de Rais, probablement durant l'année 1429.
- Jean-Baptiste Colbert de Torcy (1665-1746), marquis de Sablé, ministre des Affaires étrangères sous Louis XIV, neveu du Grand Colbert, fit édifier le château actuel.
- René Daugré, né à Sablé le 27 février 1766, prêtre réfractaire guillotiné le 23 septembre 1793 sur la place du Champ de Foire pour avoir refusé de prêter serment.
- Lorànt Deutsch (né en 1975), comédien (Le Ciel, les Oiseaux et... ta mère !, 3 zéros, Le Raid, Le Temps des porte-plumes). Il grandit à Sablé-sur-Sarthe.
- Raphaël Élizé : 1891-1945, premier maire noir élu en France métropolitaine en 1929 par les électeurs de Sablé. Résistant français arrêté en septembre 1943, déporté à Buchenwald le 17 janvier 1944. Il y meurt le 9 février 1945, à la suite de graves blessures provoquées par les bombardements.
- François Fillon : né en 1954, Premier ministre du 17 mai 2007 au 10 mai 2012, député de la Sarthe (4e circonscription) de 1981 à 2012 et maire de Sablé de 1983 à 2001. Président du conseil général de la Sarthe de 1992 à 1998 et du conseil régional des Pays de la Loire de 1998 à 2002.
- Dom Prosper Guéranger né à Sablé-sur-Sarthe en 1805-1875, moine bénédictin français, refondateur de l'abbaye de Solesmes et restaurateur de l’ordre bénédictin en France.
- Alfred Joubaire (1895-1916), né à Sablé. Son nom est inscrit au Panthéon parmi les 560 écrivains morts pour la France pendant la Première Guerre mondiale.
- Nicolas Juncker né à Sablé-sur-Sarthe en 1973 est un auteur français de bande dessinée.
- Joël Le Theule : né en 1930 à Sablé, député de la Sarthe (4e circonscription) de 1958 à 1980, maire de Sablé de 1959 à 1980. Ministre des DOM-TOM en 1968 (gouvernement Pompidou), secrétaire d'État auprès du Premier ministre chargé de l'Information en 1968-1969 (gouvernement Couve de Murville), ministre des Transports en 1978 (gouvernement Barre) et ministre de la Défense (gouvernement Barre), mort en 1980.
- Emma Mackey (née en 1996), actrice (Sex Education), mannequin. Elle a grandi à Sablé-sur-Sarthe[41].
- Albert Matignon (1860 à Sablé-sur-Sarthe - 1937), peintre, illustrateur, sociétaire de la Société des artistes français, peintre des paysages de la baie de Somme sur la fin de sa vie.
- Gilles Ménage (1613-1692), grammairien-historien du XVIIe siècle, reconnu à la cour de Louis XIV, qui fit l'objet d'un portrait dans une pièce de Molière, et qui écrivit un livre sur la ville natale de son père Guillaume, magistrat à la cour royale d'Angers, un livre pour les collectionneurs qui s'appelle simplement l'Histoire de Sablé-sur-Sarthe.
- Paul Otchakovsky-Laurens (1944-2018), éditeur et réalisateur cinématographique, passe son enfance à Sablé, de 1 an à 15 ans qu'Il raconte dans le film Sablé-sur-Sarthe, Sarthe (2007).
- Pierre Péan, journaliste-écrivain, né à Sablé en 1938 et mort en 2019.
- René-Jean Pommerais (1814-1885), né à Sablé, archéologue et juriste.
- Bernard Pouchèle (1932-2013[42]), écrivain, a vécu les vingt dernières années de sa vie à Sablé[43].
- Pierre Reverdy : (1889-1960), poète français associé au mouvement surréaliste, se retire à 37 ans et jusqu'à sa mort, près de l'abbaye bénédictine de Solesmes, à quelques kilomètres seulement de Sablé-sur-Sarthe. Un collège construit en 1978 porte son nom.
- Robert IV de Sablé, onzième grand maître de l'ordre des Templiers. Allié de Richard Cœur de Lion, mort en 1193.
- Abel Servien (1593-1659), marquis de Sablé et de Boisdauphin, homme d'État, diplomate français et surintendant des Finances de 1653 à 1659.
- Madeleine de Souvré (1599-1678), épouse de Philippe Emmanuel de Laval, la « petite Marquise », Madame de Sablé, qui tint un célèbre salon littéraire à Paris, et auteure de maximes avant même celles de la Rochefoucauld.
- Fodé Sylla (né en 1963), ancien président de SOS Racisme (1992-1999) et ancien parlementaire européen (1999-2004), a passé son enfance à Sablé-sur-Sarthe.

### Héraldique
| Armes de Sablé-sur-Sarthe | Les armes de Sablé-sur-Sarthe se blasonnent ainsi : Coupé: au 1er d’or à l’aigle d’azur, becquée, languée et membrée d’argent, au 2e d'argent à la tour de sable. Adopté le 29 juillet 1982. L'Armorial général de France donnait déjà à la fin du XVIIe siècle à la ville un blason d'argent à la tour de sable. Il s'agit d'armes parlantes, l'émail héraldique sable permettant de suggérer le nom de la ville. |